# Winkler Albert (zeneszerző)
Winkler Albert (Nagyenyed, 1930. április 4. – Sinaia (Bucsecs-hegység), 1992. június 27.) erdélyi magyar zeneszerző, zongoraművész, karmester.

## Életútja
Középiskolai tanulmányait Nagyenyeden, a Bethlen Gábor Kollégiumban (1940–1948), a kolozsvári Zenekonzervatóriumban (1948–49, zongoratanára Halmos György), majd zeneszerzés szakon Leningrádban, a Rimszkij-Korszakov zenekonzervatóriumban végezte (1949–1954). 1954–1973 között a bukaresti rádió zenei rendezője, a Bukaresti Állami Zsidó Színház zenei együttesének vezetője. Zeneműveit Winkler Adalbert néven is jegyezte. Első zeneműve (Dal hegedűre és zongorára) Leningrádban jelent meg 1951-ben.
Mintegy 130 opust tartalmazó életműve műfaji szempontból nagyon sokszínű. Hangsúlyos helyen állnak a vokális műfajok: kórusok, dalok, román és magyar nyelven. Műveit a dallamosság elsődlegessége, gyakran az – elsősorban erdélyi kötődésű – népzenei ihletés, késő romantikus hangzásvilág jellemzi. Életművének román nyelvű összegezését Carmen Popa írta: Determinări, raporturi şi interferenţe stilistice în creaţia lui A. Winkler (doktori értekezés anyaga, 2006).

## Művei

### Fontosabb vokális és vokálszimfonikus művei
- Napjaink kantátája (1964);
- Pace, vis al omenirii (kantáta, 1981);
- Fluviul revărsat (opera, Const. Carjan librettójára, 1973–78);
- Marinarul pe uscat (operett/musical, 1984);
- Színpadi kísérőzenék a Zsidó Színház előadásai számára;
- Filmzenék (Perpetuum mobile, 1959; Dans maghiar, Scherzino, 1959, stb.).

### Dalok
- Négy szerelmes dal (népdalszövegek, 1958);
- Négy erdélyi magyar népdal (népi szöveg, 1963);
- Trei lieduri (József Attila-versek, E. Jebeleanu fordításában, 1958);
- Hieroglifa (négy dal szopránhangra és fúvóskvintettre, 1988).

### Kórusművek
- Négy lapádi népdal (vegyes karra és zongorára, 1958);
- Steaua stelelor (négy poéma vegyes karra, József Attila-, Nazim Hikmet-, Mihai Beniuc-, Ady Endre-versekre, 1959).

Számos sikeres könnyűzene-mű szerzője volt, köztük a Se-ntorc vapoarele, amelyet Doina Badea mutatott be. Ezek közül egyesek a Romániai Zeneszerzők Szövetsége különlenyomataként jelentek meg. Bun venit c. dalát a hadsereg zenei pályázatán (III. díj, 1972), a Cântă şi tu cu noi c. dalát a Clubul folyóirat pályázatán tüntették ki (III. díj).
Az 1950-es és az 1960-as években hazafias verseket is megzenésített. Ezek az Ifjúmunkás, a Művelődés hasábjain, valamint gyűjteményes kötetekben: Dal a hazáról (Bokréta, Bukarest, 1956), Dal a szabad hazáról (Az új élet dalai, Bukarest, 1959) jelentek meg.

### Szimfonikus művek, versenyművek
- I. (d-moll) szimfónia (1954);
- II. (C-dúr) szimfónia: Spre piscuri (1958);
- Augusztus 23. (zenekari nyitány, 1953, díszoklevél a bukaresti ifjúsági- és diákfesztiválon);
- Zongoraverseny (1959);
- Fuvolaverseny (1960);
- Hunyadi képek (szimfonikus szvit, 1961);
- Vonószenekari koncert (1962);
- Metamorfózisok (szimfonikus variációk, 1967);
- A fény kapui (1969);
- Gyökerek (szimfonikus változatok, 1980);
- Spaţii maramureşene (1979; a Yamaha Music 1981-es nemzetközi versenyén díjazott mű);
- Zborul condorului (1982).

### Kamarazeneművei
Kamarazeneművei a fúvós hangszerek iránti vonzódását is tükrözik, duói, triói többségében fúvós hangszer is szerepel:
- Klarinét–zongora szonáta (1956);
- Hegedű–zongora szonatina (1964);
- Brácsa–zongora szonáta (1989);
- Szextett (fúvós hangszerekre és zongorára, 1963);
- Tectonique (12 hangszerre, 1968);
- Monológ és párbeszéd (klarinétra és zongorára, 1964);
- Nuances (klarinétra és hegedűre, 1969);
- Szekvenciák (fagottra és zongorára, 1964);
- Piccola passacaglia (trombitára és zongorára, 1972);
- Ţârmuri japoneze (improvizációk fuvolára, hegedűre és zongorára, 1972);
- Nyári nap (klarinét–zongora, 1979);
- Trió (hegedű, cselló, zongora, 1979);
- Trio profondo (brácsa, gordonka, nagybőgő, 1983).

### Zongoraművek
- Zongoraszvit magyar témákra (1947, átdolg. 1956);
- Hét bagatell (zongorára, 1957);
- Magyar népdalszvit (vegyes kar, 1961);
- Ballada és Scherzo (1961);
- Momenti (1965);
- Varázslatok a hegyekben (preparált zongorára és magnetofonszalagra, 1970).

### További művek szólóhangszerekre
- Monolog (klarinétra, 1964);
- Enigme (nagybőgőre, 1972);
- Hegedűszólószonáta (1982);
- Jazz-művek: Rapszódia (szaxofon, tenor és jazz-zenekarra, 1972);
- Piano music (1992).

Ogives, Ornaments és III. Szimfónia c. zenekari művei befejezetlenül maradtak.